# Miroslav Pavlović
Miroslav Pavlović (srbskou cyrilicí Мирослав Павловић; 23. října 1942 Požega – 19. ledna 2004 Bělehrad) byl jugoslávský fotbalista srbské národnosti, obránce. Zemřel 19. ledna 2004 ve věku 61 let na srdeční zástavu.

## Fotbalová kariéra
Hrál v jugoslávské lize za Crvenu zvezdu Bělehrad (1967–1974). V Poháru mistrů evropských zemí nastoupil v 16 utkáních, v Poháru vítězů pohárů nastoupil ve 6 utkáních a v Poháru UEFA nastoupil v 6 utkáních. S Crvenou zvezdou vyhrál čtyřikrát jugoslávskou ligu. Dále hrál i za KFC Diest a San Jose Earthquakes. Na Mistrovství světa ve fotbale 1974 byl členem jugoslávské reprezentace, nastoupil v utkání pro Německu. Byl i členem jugoslávské reprezentace na Mistrovství Evropy ve fotbale 1968, nastoupil ve 3 utkáních, celkem za reprezentaci Jugoslávie nastoupil ve 46 utkáních a dal 2 góly.

## Ligová bilance
| Ročník                          | Zápasy | Góly | Klub                   |
| ------------------------------- | ------ | ---- | ---------------------- |
| Jugoslávská Prva liga 1967/1968 | 30     | 1    | Crvena zvezda Bělehrad |
| Jugoslávská Prva liga 1968/1969 | 32     | 1    | Crvena zvezda Bělehrad |
| Jugoslávská Prva Liga 1969/1970 | 29     | 0    | Crvena zvezda Bělehrad |
| Jugoslávská Prva liga 1970/1971 | 13     | 0    | Crvena zvezda Bělehrad |
| Jugoslávská Prva liga 1971/1972 | 34     | 0    | Crvena zvezda Bělehrad |
| Jugoslávská Prva liga 1972/1973 | 33     | 0    | Crvena zvezda Bělehrad |
| Jugoslávská Prva liga 1973/1974 | 30     | 1    | Crvena zvezda Bělehrad |
| CELKEM Jugoslávská Prva liga    | 201    | 3    |                        |